# کلارا خوری
کلارا خوری ((به عربی: كلارا خوري)، (به عبری: קלרה ח'ורי)؛ زادهٔ ۲۹ دسامبر ۱۹۷۶) بازیگر عرب اسرائیلی است. او در سینما، تلویزیون و تئاتر فعالیت دارد.

## زندگی و حرفه
کلارا خوری در حیفا، اسرائیل زاده شد. پدر او مکرم خوری نیز یک بازیگر است. خانواده او پیرو ارتدکس یونانی هستند. او در دانشگاه آزاد انگلستان در تل‌آویو سینما خواند و در مدرسه عالی هنرهای نمایشی بیت زوی در رشته درام تحصیل کرد.
خوری در ابتدا در تئاتر در نقش‌های مختلفی به زبان‌های عربی، عبری و انگلیسی فعالیت داشت. سپس در دو سریال تلویزیونی بازی کرد. نخستین نقش‌آفرینی او در سینما، در سال ۲۰۰۲ در فیلم مراسم عقد رنا به کارگردانی هانی ابواسعد بود که در هفته بین‌المللی منتقدان جشنواره بین‌المللی فیلم کن به نمایش درآمد. در سال ۲۰۰۵ او به خاطر بازی در فیلم عروس سوریه‌ای به کارگردانی اران ریکلیس به شهرت بین‌المللی رسید. نقش‌آفرینی دیگر خوری در فیلم بریتانیایی، اسراییلی رژ لب (Lipstikka) ساخته جاناتان ساگال بود که در بخش رقابتی جشنواره بین‌المللی فیلم برلین در سال ۲۰۱۱ شرکت داشت.
خوری برای بازی در فیلم مراسم عقد رنا در جشنواره بین‌المللی فیلم مراکش برنده جایزه بهترین بازیگر زن شد.

## گزیده فیلم‌شناسی

### سینما
- ارث (۲۰۱۲)
- رژ لب (۲۰۱۱)
- جاده خاکی (۲۰۰۹)
- یک مشت دروغ (۲۰۰۸)
- زندگی عاشقانه (۲۰۰۷)
- بخشش (۲۰۰۶)
- عروس سوریه‌ای (۲۰۰۴)
- مراسم عقد رنا (۲۰۰۲)

### تلویزیون
- هوملند (۲۰۱۱)
- قلب بغداد (۲۰۲۰)